# Atarashī hi no tanjō
新しい日の誕生 (Atarashī hi no tanjō?) (lett. "alba di un nuovo giorno") è un album in studio del duo 2814, composto dai producer Hong Kong Express (HKE) e Telepath, pubblicato nel 2015 dalla Dream Catalogue. Atarashī hi no tanjō vuole «ricreare un forte senso del luogo» e richiamare l'immaginario cupo e distopico di HKE. Tra le prime pubblicazioni del genere vaporwave registrate senza quasi mai usare la tecnica del campionamento, l'album viene considerato uno dei capolavori della vaporwave nonché il più importante pubblicato dalla Dream Catalogue.

## Descrizione
Atarashī hi no tanjō vuole rievocare un mondo onirico e futuristico «senza lasciar troppo intendere dove si trova», ma tentando comunque di «ricreare un forte senso del luogo». Secondo HKE Atarashī hi no tanjō ha le atmosfere trasognate e futuristiche del suo album HK del 2014, ma ritiene che quest'ultimo sia «forse più malinconico» e minimale. L'artista londinese sostiene che entrambe le pubblicazioni, in particolar modo Atarashī hi no tanjō, affrontino il tema del mondo visto come un «freddo sogno» costruito dalla società. HKE ha anche paragonato Atarashī hi no tanjō al debutto omonimo dei 2814. Sostiene infatti che, sebbene ripresenti la stessa atmosfera futuristica, è «un po' più raffinato e conciso».
Atarashī hi no tanjō viene ricordato per essere stato uno dei primi album vaporwave registrati senza fare affidamento sui soli campionamenti (i pochi che si possono sentire sono dialoghi o suoni che richiamano un contesto metropolitano). Stando a quanto dichiarato in un'intervista rilasciata su Rolling Stone, il duo ha voluto realizzare qualcosa che, pur avendo lo "spirito" della vaporwave, fosse diverso e "più originale" delle uscite degli artisti contemporanei, realizzate sfruttando la tecnica plunderphonics su brani jazz e di musica da ascensore. Secondo i due artisti, sebbene all'epoca fosse considerato cool utilizzare i campionamenti per costruire delle tracce, essi volevano focalizzarsi sui concetti che sono alla base della vaporwave, come il futurismo e quello che HKE ha definito «una narrazione dipinta attraverso la musica». HKE ha dichiarato su NeonVice che gli artisti del genere dovrebbero proporre qualcosa di diverso dai «sample riverberati e rallentati, busti romani photoshoppati male, vecchie console di videogiochi e caratteri kanji senza senso».
In Atarashī hi no tanjō e le sue pubblicazioni soliste HKE cerca di rievocare un mondo cupo e futuristico e un senso di «amore e solitudine nel contesto di una grande città». La sua musica, ispirata alle sue conoscenze religiose, politiche, filosofiche e scientifiche, viene da lui definita «l'insieme delle cose necessarie a comprendere la condizione umana». In un'intervista rilasciata sul sito della Red Bull Music Academy, il producer londinese ha affermato che l'aspetto più importante di un musicista vaporwave è quello di riuscire a «creare qualcosa di cinematografico».
Non è del tutto chiaro se l'album sia la trasposizione sonora di un'utopia o una distopia. Sebbene HKE abbia dichiarato più volte di essersi ispirato al suo cupo modo di vedere il mondo per registrare le tracce dell'album, i due artisti hanno asserito che esso è una «lontana utopia al neon». Inoltre, HKE vuole che sia l'ascoltatore a decidere come interpretare la musica che registra.
I 2814 hanno dichiarato di essere molto soddisfatti del risultato finale e lo hanno ritenuto superiore al loro omonimo debutto. HKE ha definito Atarashī hi no tanjō il «perfetto seguito» di 2814.

## Pubblicazione
Atarashī hi no tanjō è stato inizialmente pubblicato in formato digitale il 21 gennaio 2015. Si tratta inoltre della prima opera della Dream Catalogue edita in formato fisico. Dopo aver pubblicato Atarashī hi no tanjō su CD, il duo ha avviato una campagna di crowdfunding su Indiegogo per stampare l'album su doppio LP il mese di novembre dello stesso anno. Essa si è conclusa con una percentuale di consensi pari al 161%. Tramite l'etichetta Not Not Fun Records, i 2814 hanno lanciato una riedizione limitata a 80 copie su cassetta.
Il 27 febbraio 2016 il duo ha pubblicato sul suo canale ufficiale di YouTube il video della traccia 遠くの愛好家 ((Tōku no Aikō-Ka)?), opera di un utente di nome NVLLVS e raffigurante alcune ambientazioni del videogioco Grand Theft Auto V. Il video di 恢复S, (Huīfù)P è stato girato dai direttori della fotografia Alex Zou, David Koh e Autumn Lew ed è stato presentato in anteprima sul canale della Dream Catalogue il 20 agosto 2016. In tale filmato si vede una donna che si sveglia al mattino e si addormenta dopo aver raggiunto la metropolitana. In alcune sequenze la si vede camminare per le strade di una città e altre in cui osserva la città dalla finestra di un appartamento.

## Copertina
La copertina di Atarashī hi no tanjō è stata realizzata dal grafico brasiliano Gustavo Torres e raffigura una Tokyo viola illuminata da scritte al neon, tra le quali vi è il titolo dell'album scritto in lingua giapponese.

## Accoglienza
| Recensione       | Giudizio |
| ---------------- | -------- |
| Ondarock         |          |
| Resident Advisor |          |
| Tiny Mix Tapes   |          |
| Piero Scaruffi   |          |

Atarashī hi no tanjō è stato accolto positivamente ed è talvolta considerato il migliore album di tutto il genere vaporwave.
La rivista Rolling Stone ha apprezzato l'album, sostenendo che la traccia di apertura è «una meravigliosa cascata di profondi droni, pianoforti a cascata e sirene lontane.»
Il leader dell'etichetta Not Not Fun, Britt Brown, ha definito la musica dell'album «una favolosa ambient-vaporwave del cyberfuturo».
Tristan Bath di The Quietus lo considera una delle migliori uscite su cassetta dell'agosto del 2015 e ha detto che si tratta di una delle più potenti rappresentazioni di «bellezza urbana ambientale bagnata dalla pioggia». Bath ritiene che Atarashī hi no tanjō tragga ispirazione da Blade Runner, lo ha messo a confronto con Endtroducing..... di DJ Shadow e ha elogiato la combinazione stilistica di HKE e Telepath, che ritiene perfettamente equilibrata; sostiene anche che l'album garantirebbe «anni di pacifica guarigione a tutti coloro che lo ascoltano.»
C Monster di Tiny Mix Tapes ha elogiato Atarashī hi no tanjō servendosi di numerose metafore per rievocare le sue atmosfere urbane e immaginifiche.
Ondarock riporta che quella dell'album è «musica vivida e senza tempo, per un attimo davvero capace di far smarrire chi la ascolta».
The Igloo Magazine considera Atarashī hi no tanjō «coinvolgente, profondo e incredibilmente atmosferico» nonché «praticamente perfetto sotto ogni aspetto.»
Il collaboratore di Resident Advisor Andrew Ryce ha recensito l'album meno positivamente. Benché affermi che si tratti di una tra le pubblicazioni più mature della Dream Catalogue, sostiene che Atarashī hi no tanjō non si discosterebbe molto dalle altre pubblicazioni del genere in quanto «alterna momenti brillanti ed emotivamente risonanti ad altri sciatti e inconsistenti». Benché sia stato registrato utilizzando pochi campionamenti, Ryce sostiene che le sue sonorità li richiamino comunque. Ryce lamenta inoltre la presenta di alcuni cliché che lo renderebbero banale, quali i neon viola e i titoli delle tracce in lingua cinese e giapponese. Per contro apprezza i «vividi paesaggi ambientali», che lo discosterebbero dalle altre pubblicazioni dello stile. Ryce ha notato che, analogamente a quanto capita nella serie The Disintegration Loops di William Basinski, la maggior parte delle tracce sono composte da un singolo tono che viene messo in loop per diversi minuti. Ha concluso che l'album dei 2814 ha «attimi sbalorditivi e non poche cadute di tono. Se non altro è la prova che lo spirito della vaporwave è vivo e vegeto.»

## Eredità
Atarashī hi no tanjō ha contribuito ad aumentare la notorietà della Dream Catalogue. Il novembre del 2015 Rolling Stone ha asserito che l'album aveva avuto «un successo senza precedenti in una piccola cerchia di appassionati di Internet» diventando inoltre «un punto fermo delle classifiche di Bandcamp». HKE ha dichiarato che l'album è l'uscita "definitiva" dell'etichetta, in quanto avrebbe contribuito a definirne lo stile.
Secondo Paul Simpson di AllMusic, quasi subito dopo la sua uscita «le sue atmosfere sognanti e melodie nostalgiche (di Atarashī hi no tanjō) hanno toccato il tasto giusto degli ascoltatori, rendendolo immediatamente un classico di culto.» Dopo l'uscita dell'album, la rivista Vice ha nominato il duo delle "superstar della vaporwave".
Secondo i suoi due autori, Atarashī hi no tanjō sarebbe una delle più importanti uscite dello stile dreampunk.

## Tracce
1. 恢复 – 5:51
2. 遠くの愛好家 – 6:18
3. 新宿ゴールデン街 – 8:51
4. ふわっと – 6:36
5. 悲哀 – 9:23
6. 真実の恋 – 7:12
7. テレパシー – 10:08
8. 新しい日の誕生 – 13:04

## Formazione
- HKE – strumentazione elettronica
- Telepath – strumentazione elettronica